# إدغاردو باوزا
إدغاردو باوزا (بالإسبانية: Edgardo Bauza) (ولد 26 يناير 1958 في سانتا في) هو لاعب كرة قدم أرجنتيني سابق والمدرب السابق للمنتخب السعودي.

## روابط خارجية
- إدغاردو باوزا على موقع الاتحاد الدولي (مؤرشف)  (الإنجليزية)
- إدغاردو باوزا على موقع قاعدة بيانات كرة القدم.إي يو (الإنجليزية)
- إدغاردو باوزا على موقع ناشيونال فوتبول تيمز (الإنجليزية)
- إدغاردو باوزا على موقع عالم كرة القدم.نت (الإنجليزية)
- إدغاردو باوزا على موقع كووورة